# Pohořílky (Fulnek)
Pohořílky (německy Schimmelsdorf) jsou malá vesnice, část města Fulnek v okrese Nový Jičín. Rozkládá se na moravské straně moravsko-slezské zemské hranice asi 4,5 km na východ od Fulneku. Prochází zde silnice I/47. V roce 2009 zde bylo evidováno 36 adres. V roce 2001 zde trvale žilo 66 obyvatel.
Pohořílky leží v katastrálním území Pohořílky u Kujav o rozloze 2,75 km2.

## Název
České jméno vesnice zprvu znělo (v mužském rodě) Skrbeň (1329 doloženo v zápisu Scribine) a bylo odvozeno od osobního jména Skrben. Jeho význam byl "Skrbnův majetek". Ve 14. století ves zřejmě vyhořela a po obnovení dostala nové jméno Pohořalka. V množném čísle se jméno v dokladech vyskytuje od poloviny 19. století, zřejmě vlivem jména sousedních Kujav. Samohláska ve třetí slabice je nářeční. V němčině se od 14. století pro vesnici užívalo jméno Schimmelsdorf, které bylo dáno nezávisle na českém (jeho původ je nejasný).